# Joan Olivella
Joan Olivella fou un futbolista català de la dècada de 1920. Es desconeix la informació sobre el seu naixement o defunció.

## Trajectòria
Començà a jugar al FC Internacional de Sants. A començament de la dècada de 1920 fou fitxat pel CE Europa, club on jugà fins a 1926 i on guanyà el Campionat de Catalunya i disputà la final de la Copa d'Espanya (1923). La temporada 1926-27 ingressà al FC Barcelona, però al març del 1927 passà a la UE Sants, on va concloure la seva carrera la temporada 1927-28. Jugà diverses vegades amb la selecció catalana, com per exemple el partit davant el Colo Colo xilè el 9 de juny de 1927.

## Palmarès
- Campionat de Catalunya de futbol:
  - 1922-23